# Балкашин, Николай Никанорович
Николай Никанорович Балкашин (1840 — 12 [24] октября 1887, Чугучак, округ Чугучак) — русский писатель

, путешественник и дипломат.

## Биография
Николай Балкашин родился в 1840 году. По окончании Московского кадетского корпуса в 1858 году, Балкашин поступил на службу в канцелярию московского генерал-губернатора.
Позднее он исправлял обязанность библиотекаря и помощника директора Демидовского юридического лицея. 
С 1875 по 1882 год Н. Н. Балкашин состоял чиновником особых поручений при Главном управлении западной Сибири.
С 1882 года и до смерти служил русским консулом в Чугучаке. 
Николай Никанорович Балкашин умер 12 октября 1887 года.
Балкашин оставил после себя ряд литературных работ и, кроме того, участвовал в составлении „Хронологического указателя событий, относящихся к истории Западной Сибири“ Ф. Н. Усова.